# Kappa Normae
Kappa Normae (κ Normae) é uma estrela na constelação de Norma. Sua magnitude aparente visual é de 4,94, brilhante o bastante para a estrela ser visível a olho nu. Com base em sua paralaxe anual medida pela sonda Gaia, está a uma distância de aproximadamente 440 anos-luz (134 parsecs) da Terra. Esta é uma estrela gigante evoluída de tipo espectral G8III, que se expandiu e saiu da sequência principal. Com um raio de 21,8 vezes o raio solar, sua fotosfera está brilhando com 226 vezes a luminosidade solar a uma temperatura efetiva de 4 790 K. Kappa Normae não possui estrelas companheiras conhecidas.